# AOL Instant Messenger
AOL Instant Messenger (AIM) var ett direktmeddelandeprogram som lanserades av AOL 1997 och lades ner 15 december 2017.
Själva meddelandeprotokollet som användes heter OSCAR och är identiskt med det ICQ använder.
Den sista versionen, 8.0.0.6, släpptes 5 oktober 2017.